# Стратегічна комунікація

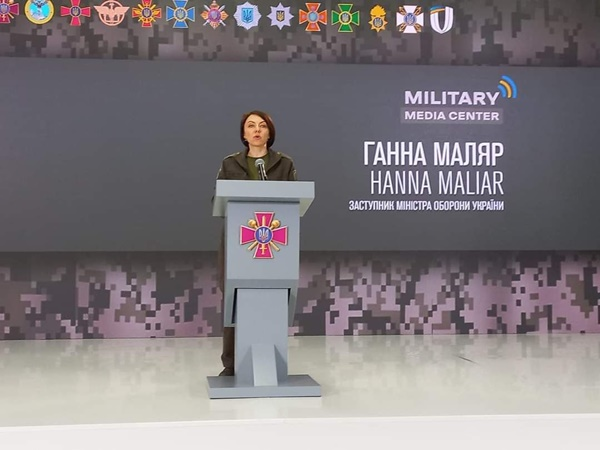
Брифінг заступника МОУ Ганни Маляр у Military Media Center, 15.09.2022

Стратегічні комунікації — інтегроване, скоординоване і належне використання комунікативних можливостей держави для просування і захисту її інтересів: публічної дипломатії, зв'язків із громадськістю, військових зв'язків, інформаційних та психологічних операцій, інших заходів.
Стратегічна комунікація — це комплекс внутрішніх та зовнішніх комунікацій: зв'язки з громадськістю, організаційні (внутрішні), маркетингові комунікації. Правильне застосування стратегічних комунікацій має вирішальне значення у протистоянні загрозам в інформаційному просторі, стає джерелом активного розповсюдження інформації в засобах масової інформації та реагування на поширення неправдивої інформації.
Структура комунікаційної стратегії
- Місія (навіщо ми працюємо?) — основне призначення організації
- Візія, бачення (якими ми маємо бути, щоб реалізувати місію?) — бажаний образ організації у майбутньому
- Цінності (Як ми маємо поводитися, щоб відповідати візії та реалізувати місію?) — колективні зобов'язання
- Стратегія (Що, як і коли ми робимо, щоб відповідати візії, реалізувати місію, діючи згідно із цінностями?) — аналіз умов середовища, цілі, ресурси, ризики, план дій і т. д.